# Басс, Валентин Петрович
Басс Валентин Петрович (13 июля 1943, Долгинцево, Днепропетровская область — 2020, Днепр) — советский и украинский учёный, специалист в области гидроаэродинамики. Доктор технических наук (1989), профессор (1997).

## Биография
Родился 13 июля 1943 года в посёлке Долгинцево (ныне в составе города Кривой Рог).
В 1969 году окончил Днепропетровский университет, механико-математический факультет.
С 1968  по 2014 годы работал в Институте технической механики НАНУ и НКАУ (Днепр): инженер, в 1972—1973 годах — младший научный сотрудник, в 1973—1980 годах — научный сотрудник, в 1980—1990 годах — заведующий отделом Специального конструкторско-технологического бюро, в 1998 — 2014 годах — заведующий отделом динамики разреженного газа.
Последние годы жизни жил в доме престарелых. Тяжело болел.

## Семья
Был женат, имел сына.

## Научная деятельность
Специалист в области гидроаэродинамики. Исследует сверхзвуковую аэродинамику, молекулярную газовую динамику, спутниковую фотометрию, собственную внешнюю атмосферу космических аппаратов и их торможение.
Автор более 160 научных трудов, среди которых 4 монографии (2 по спецтематике), учебно-методическое пособие.

### Научные труды
- Об одном алгоритме для комплексного исследования аэродинамических характеристик космических аппаратов // Космические исследования на Украине. — Киев, 1977. — Вып. 11.
- Расчёт обтекания тел потоком сильно разреженного газа с учётом взаимодействия с поверхностью // Известия АН СССР. МЖГ. — 1978. — № 4.
- Некоторые результаты взаимодействия потока разреженного газа с поверхностью ИСЗ и интерпретация данных о его торможении // Космические исследования. — 1980. — Т. 18, № 3.
- Physical and Аегоnomical Experiments Aboard the ISS // KHT. 2000. — T. 6, № 4.
- Результаты численных и экспериментальных исследований в области молекулярной газовой динамики и их приложения // Техническая механика. — 2001. — № 1.
- Экспериментальные исследования в динамике разреженного газа // Техническая механика. — 2002. — № 2.
- Молекулярная газовая динамика и её приложения в ракетно-космической технике / В. П. Басс. — Киев: Наукова думка, 2008. — 272 с.
- Техногенное засорение околоземного космического пространства [отраслевое пособие] / А. П. Алпатов, В. П. Басс, С. А. Баулин и др.; под ред.: А. П. Алпатов; Нац. акад. наук Украины, Гос. косм. агентство Украины, Ин-т техн. механики. — Днепропетровск: Пороги, 2012. — 378 с. ISBN 978-617-518-215-4.

## Награды
- Премия имени М. К. Янгеля НАН Украины (1994)[1];
- Государственная премия Украины в области науки и техники (1997);
- Медаль имени В. М. Ковтуненко (2001) — за заслуги перед отечественной космонавтикой.